# Waller County
Waller County je okres ve státě Texas v USA. K roku 2010 zde žilo 43 205 obyvatel. Správním městem okresu je Hempstead. Celková rozloha okresu činí 1 342 km².